# Koczin

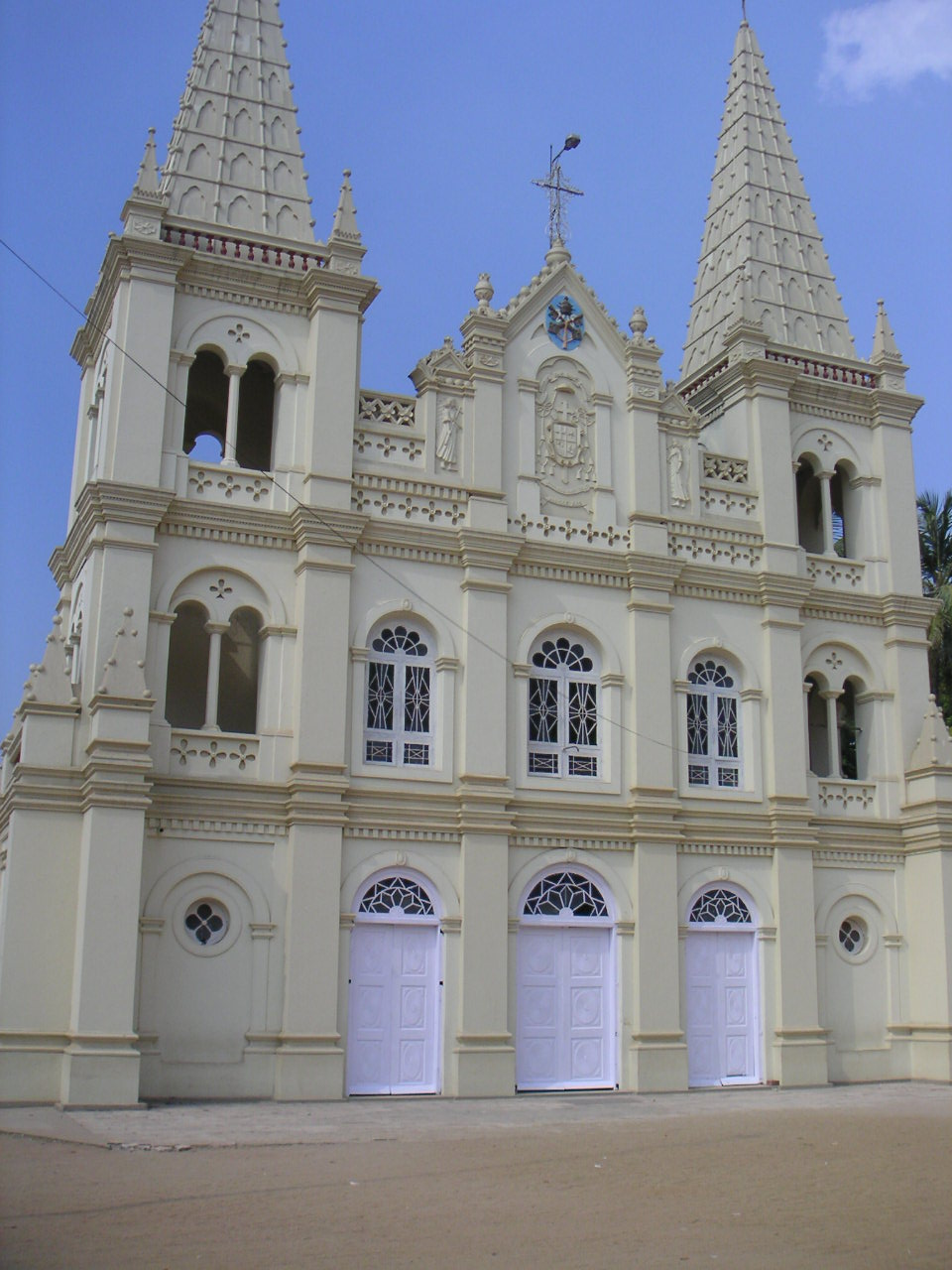
Katolicka bazylika Santa-Cruz

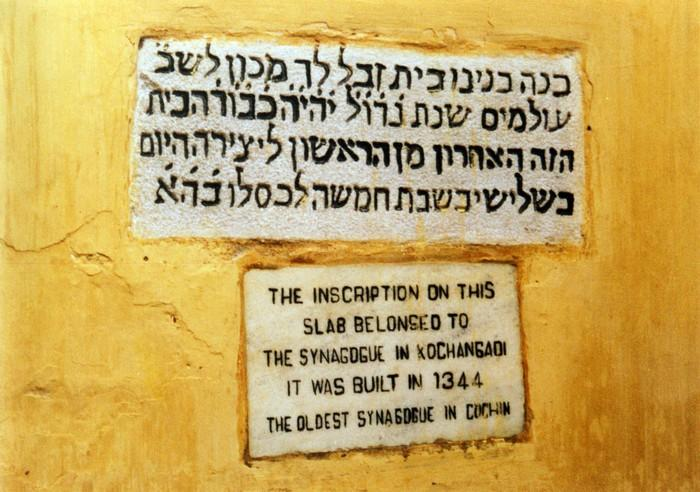
Hebrajski napis na synagodze Paradesi, najstarszej we Wspólnocie Narodów

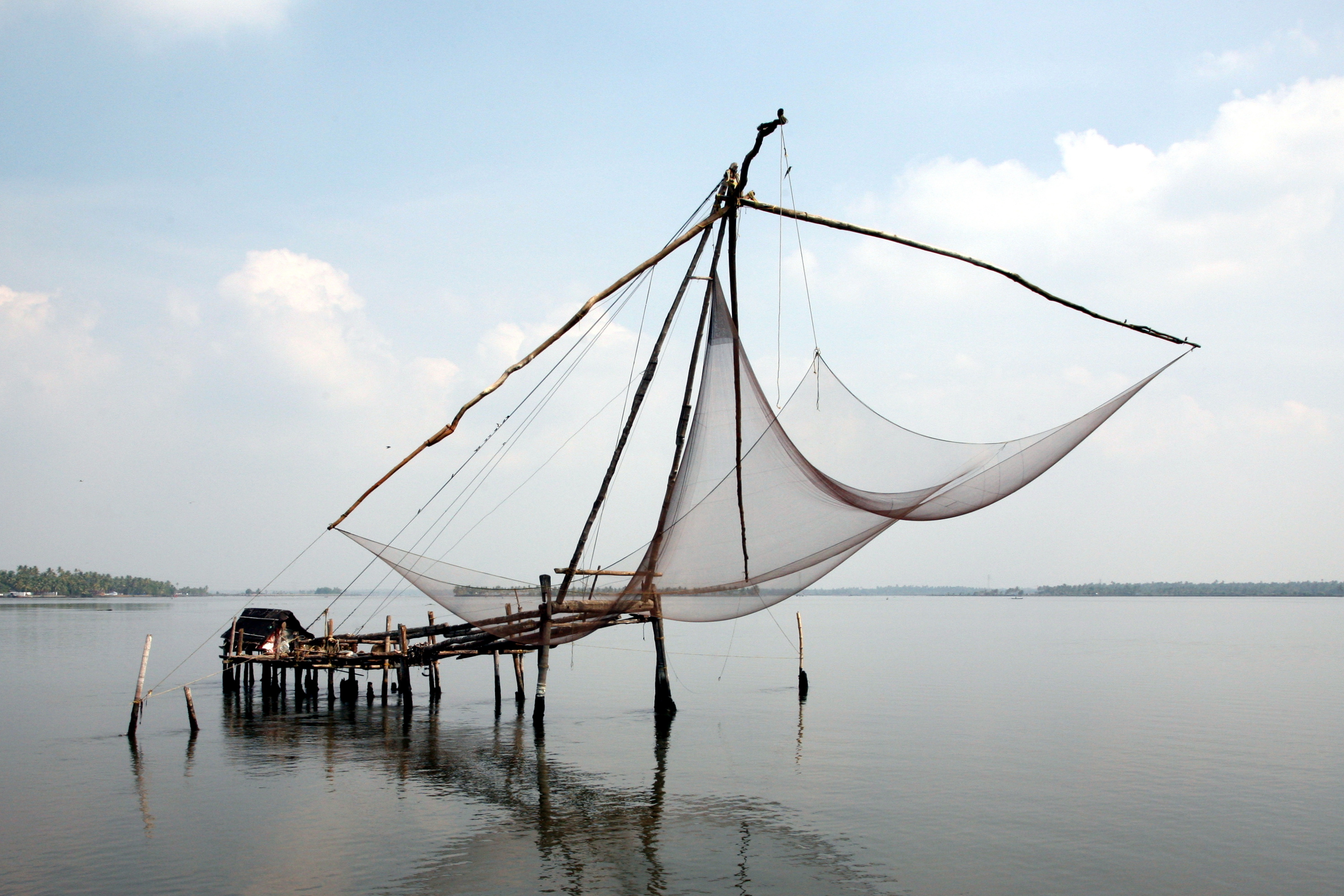
Sieci rybaków, używane poza Chinami jedynie w okolicach Koczinu

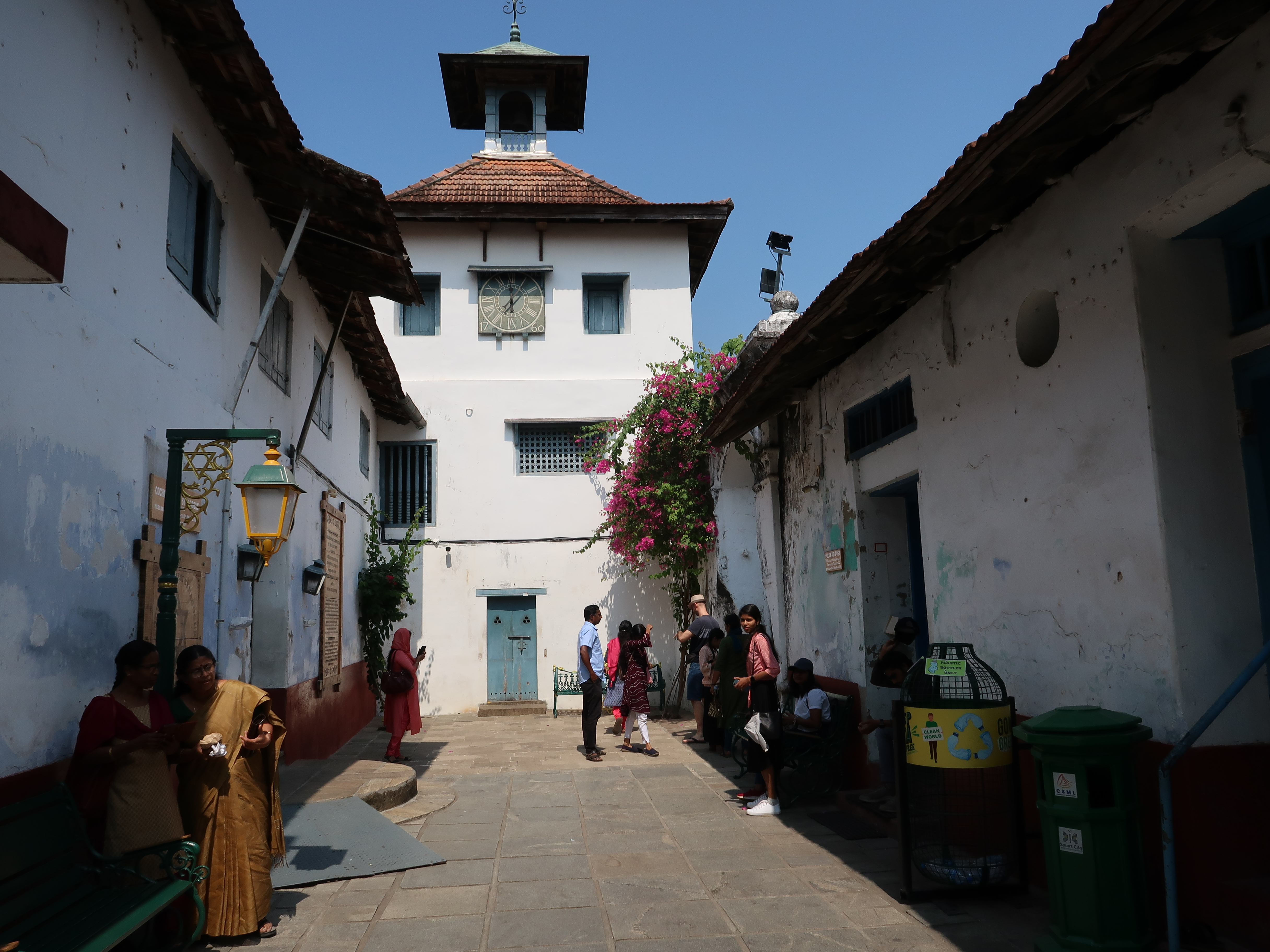
Synagoga Paradesi w Koczin

Koczin (malajalam കൊച്ചി, trl. Kocci, trb. Koćći; hindi कोच्चि, trl. Koćći, trb. Koćći; ang. Kochi; dawniej: hindi कोचीन, trl. Koćīn, trb. Koćin; ang. Cochin) – miasto w południowej części Indii, w stanie Kerala, na Wybrzeżu Malabarskim nad Morzem Arabskim, będące jednym z najważniejszych portów kraju. Jest zamieszkane przez około sześćset tysięcy ludzi, a wraz z całą aglomeracją populacja wynosi około półtora miliona.
Począwszy od VIII wieku centralny ośrodek diaspory żydowskiej na subkontynencie indyjskim. W doskonałym stanie zachowała się synagoga Paradesi i inne ślady obecności Hebrajczyków w mieście.
Od 1102 Koczin był stolicą Królestwa Koczinu. Od XIV wieku stanowił ważne centrum handlu przyprawami. W 1503 znalazł się pod okupacją portugalską, stając się pierwszą europejską kolonią w Indiach i do 1530 pozostał stolicą portugalskich posiadłości w Indiach, a do 1663 strategicznym ośrodkiem portugalskiego imperium kolonialnego. Następnie miasto przechodziło w ręce Holandii, Mysore i Imperium Brytyjskiego. W 1947 przyłączyło się do Indii.

## Geografia

### Położenie i podział miasta
Miasto należy do okręgu Ernakulam stanu Kerala. Znajduje się na zachodnim południu Indii na wybrzeżu Morza Arabskiego w odległości  186 km od stolicy Kerali Thiruvananthapuram i 361 km od Bengaluru (stolica Karnataki). Koczin leży na stałym lądzie, ale również na licznych wyspach i półwyspach. Do najważniejszych dzielnic miasta można zaliczyć Ernakulam na lądzie i na półwyspie Fort Koczin - dzielnice  Fort Koczin i  Mattancherry. Ponadto wyspy Bolghatty, Vallarpadam i  Vypeen  oraz  sztucznie utworzona wyspa Willingdona.

### Klimat
W Koczinie panuje klimat tropikalny. Średnia temperatura w roku wynosi 27,5°C. Bliskość morza nieznacznie wpływa na wahania temperatury. Deszcze padają przede wszystkim w okresie, gdy oddziałuje południowo-zachodni monsun (maj-sierpień), w mniejszym stopniu od września do grudnia (monsun północno-wschodni).

## Nazwa
Nazwę miasta wyjaśnia się wielorako, wyprowadzając ją bądź od słów w malajalam kochazhi (mała laguna) lub kaci (port) bądź łącząc z obecnością chińskich kupców.

## Historia
Powstanie miasta wiąże się ze zniszczeniem z powodu powodzi oddalonego od dzisiejszego Koczina starożytnego portu Muziris (dziś Kodungallur). Powódź z 1341 roku przynosząc klęskę Muzirisowi okazała się szansą dla Koczinu. Z czasem rozwinął się on stając się  najważniejszym portem na zachodnim wybrzeżu Indii, centrum handlu przyprawami (z Chinami i Bliskim Wschodem).
W 1498 roku portugalski żeglarz Vasco da Gama wylądował w Calicut (obecnie Kozhikode). Dwa lata później do Koczina przybył Pedro Álvares Cabral. W 1502 Portugalczycy założyli tu swoje przedstawicielstwo handlowe, rok potem zbudowali pierwszą europejską twierdzę w Indiach (Fort Manuel). Koczin stał się pierwszą europejską kolonią na terenie Indii. W ramach Indii Portugalskich doszło do prześladowań Żydów. Vasco da Gama zmarł w Koczinie w 1524 roku a kościół świętego Franciszka w Koczinie stał się miejscem spoczynku jego szczątków do 1539 roku, kiedy przewieziono jego ciało do Lizbony. Kolonizowano wybrzeże a jego rodowici mieszkańcy stali się wasalami Portugalczyków.
Od 1653 roku Holendrzy zaczęli rywalizować z Portugalczykami o Koczin. Zdobyte przez nich w 1663 roku miasto rozkwitło gospodarczo. W 1776 Koczin został spustoszony przez południowoindyjskiego władcę Hajdera Ali, potem przez jego syna Tipu Sultana. za którego rządów Koczin należał do Królestwa Majsuru. W 1790 rozpoczął się dla Koczina czas oddziaływań brytyjskich. W wyniku angielsko-holenderskiej umowy z 1814 miasto zostało przez Holendrów wymienione na indonezyjską wyspę Bangka stając się częścią Indii Brytyjskich. Z czasu tej kolonizacji (z pozorną władzą maharadży) pozostała m.in. zbudowana w latach 20. przez Brytyjczyków sztuczna wyspa Willlingtona, poszerzająca port tak, aby mógł przyjmować statki oceaniczne.
Od 1947 roku (roku uniezależnienia się Indii od Brytyjczyków) do 1956 roku Koczin był stolicą stanu Koczin. Koczin był pierwszym książęcym stanem, który dobrowolnie dołączył do Unii Indii. W 1956 roku nastąpił podział uwzględniający język, jakim mówi ludność danego obszaru i utworzono stan Kerala z dominującym językiem malajalam.

## Religia
Większość ludności to wyznawcy hinduizmu, ale miasto ma charakter wielowyznaniowy. Oprócz hinduistów żyją tu chrześcijanie (katolicy, protestanci, kościół malabarski), muzułmanie i w mniejszej liczbie dżiniści i sikhowie. Koczin wsławił się istniejącą tu od VIII wieku diasporą żydowską, obecnie zanikającą z powodu wyjazdu od 1948 do Izraela i sporu między tzw. białymi i czarnymi Żydami.
Koczin to siedziba rzymskokatolickiego biskupstwa.

### Święta w Koczinie
Odpowiadają wielowyznaniowemu charakterowi miasta:
- tradycyjne keralskie święta Onam i Vishu
- obchodzone też na północy Indii Holi i Diwali
- chrześcijańskie święta Bożego Narodzenia i Wielkanocy
- muzułmańskie święta Id al-Fitr i Mawlid
- Karnawał Kocziński w Forcie Koczinu w ostatnie 10 dni grudnia

## Godne obejrzenia

### Fort Kochi
- Katolicki kościół świętego Franciszka (St. Francis Church) to najstarszy kościół zbudowany w Indiach przez Europejczyków. Pierwotną drewnianą budowlę z 1503 roku przemieniono w XVI wieku w kamienną. Tu w 1524 roku pochowany został Vasco da Gama. Grób zachował się do dziś mimo że jego szczątki w 1539 roku przewieziono do Lizbony.
- Znajduje się tu katolicka bazylika Santa-Cruz z 1902 roku.
- W północnej części półwyspu Fort Kochi spotkać można rybackie sieci chińskie, wprowadzone w XIII wieku przez kupców z dworu Kubilaj-chana. Sieci wiszą na ciężkich drewnianych konstrukcjach. Wykorzystuje się je szczególnie przy wysokim stanie wody. Do ich obsługi potrzeba minimum czterech ludzi.

### Mattancherry
- W dzielnicy znajduje się pałac Mattancherry, wybudowany w XVI wieku przez Portugalczyków dla ówczesnego radży. W zamian za to zapewnił on im przywileje w handlu. Pałac wybudowano wokół hinduskiej świątyni. Rozbudowany został w XVII wieku przez Holendrów, co przyczyniło się do rozpowszechnienia nazwy Dutch Palace ("Holenderski Pałac").
- Powstała tu w 1568 roku synagoga żydowska Paradesi. Odbudowana została w 1664 roku ze zniszczeń dokonanych przez Portugalczyków dwa lata wcześniej. Jej wnętrze ozdobione jest chińskim kaflami na podłodze.

### Wyspa Bolghatty
- Holenderski pałac Bolghatty z 1744 roku, podobnie jak pałac Mattancherry, często też nazywany jest holenderskim (Dutch Palace).

### Wyspa Vypeen
- Znajduje się tu portugalska twierdza Pallippuram Fort z XVI wieku.